# Betjänad parkering
Betjänad parkering (parkeringsservice, valet parking, valet service) är en parkeringstjänst som erbjuds av vissa hotell, restauranger, butiker och andra företag. Till skillnad från självparkering där kunderna hittar en parkeringsplats på egen hand, parkeras kundernas fordon åt dem av en person som kan kallas för betjänt (valet). Denna tjänst kräver antingen en avgift som betalas av kunden eller erbjuds kostnadsfritt av anläggningen. Möjligen kan detta i Sverige skötas av en doorman.